# Myitkyina (distrikt)
Myitkyina är ett distrikt i Myanmar. Det ligger i delstaten Kachin, i den norra delen av landet, 700 km norr om huvudstaden Naypyidaw.

## Geografi
Myitkyina består av sex kommuner:
| Nr | Kommun     | Folkmängd |
| -- | ---------- | --------- |
| 1  | Myitkyina  | 317 604   |
| 2  | Waingmaw   | 125 544   |
| 3  | Tanai      | 60 019    |
| 4  | Chipwi     | 20 039    |
| 5  | Tsawlaw    | 6 518     |
| 6  | Injangyang | 1 732     |

Dessutom finns fem stycken sub-townships:
| Nr | Sub-Township                          | Folkmängd |
| -- | ------------------------------------- | --------- |
| 1  | Shinbwayyan (ingår i Tanai Township)  | 11 453    |
| 2  | Hsinbo (ingår i Myitkyina Township)   | 10 655    |
| 3  | Hsadone (ingår i Waingmaw Township)   | 10 496    |
| 4  | Panwa (ingår i Chipwi Township)       | 8 736     |
| 5  | Kanpaikti (ingår i Waingmaw Township) | 8 642     |

## Demografi
Vid folkräkningen den 29 mars 2014 kunde inte folkräkningen slutföras i områden kontrollerade av Kachin Independence Organization. Den delen av folkmängden i delstaten Kachin som inte kunde räknas beräknades till 46 600 personer. Den räknade folkmängden i Myitkyina utgjorde 531 456 personer, varav 263 088 män (49,50 %) och 268 368 kvinnor (50,50 %). 40,9 % av befolkningen levde på landsbygden och 59,1 % bodde i områden som klassificeras som stadsområden eller urbaniserade av General Administration Department.
Myitkyinas befolkning fördelades på 88 643 hushåll, och genomsnittsstorleken på ett hushåll var 4,9 personer.
- Läs- och skrivkunnighet bland personer 15 år och äldre: 89,0 %
  - Hos män: 92,0 %
  - Hos kvinnor: 90,3 %
- Könsfördelning: 98,0 män per 100 kvinnor.
- Åldersfördelning:
  - 0-14 år: 169 378 (31,87 %)
  - 15-64 år: 339 192 (63,82 %)
  - 65 år och äldre: 22 886 (4,31 %)

Siffror tagna från folkräkningen 2014.